# Лиственница Гриффита
Лиственница Гриффита (лат. Larix griffithii) — вид хвойных деревьев из рода Лиственница (Larix) семейства Сосновые (Pinaceae). Названа в честь британского врача, натуралиста и ботаника Уильяма Гриффита.
В Европе известна с 1848 года, изредка культивируется.

## Распространение и экология
В природе ареал вида охватывает восточную часть Гималаев (Непал, Бутан, Индия) и юго-западные районы Китая (провинция Юньнань и Тибетский автономный район), а также, возможно, крайний северо-восток Мьянмы. Вероятно, самый южный вид рода лиственница, достигающий по последним наблюдениям в горах приграничного района Китая и Мьянмы 26°28’45" с. ш. (разновидность «speciosa» (лат. Larix griffithii var. speciosa), относимый некоторыми специалистами к отдельному виду (лат. Larix speciosa)).. По другим данным, этот вид лиственницы проникает ещё южнее — до 25°50’ с. ш.
Произрастает в верхней части лесного пояса на высотах 1800—4100 м над уровнем моря, на хорошо дренированных склонах и моренах.

## Ботаническое описание

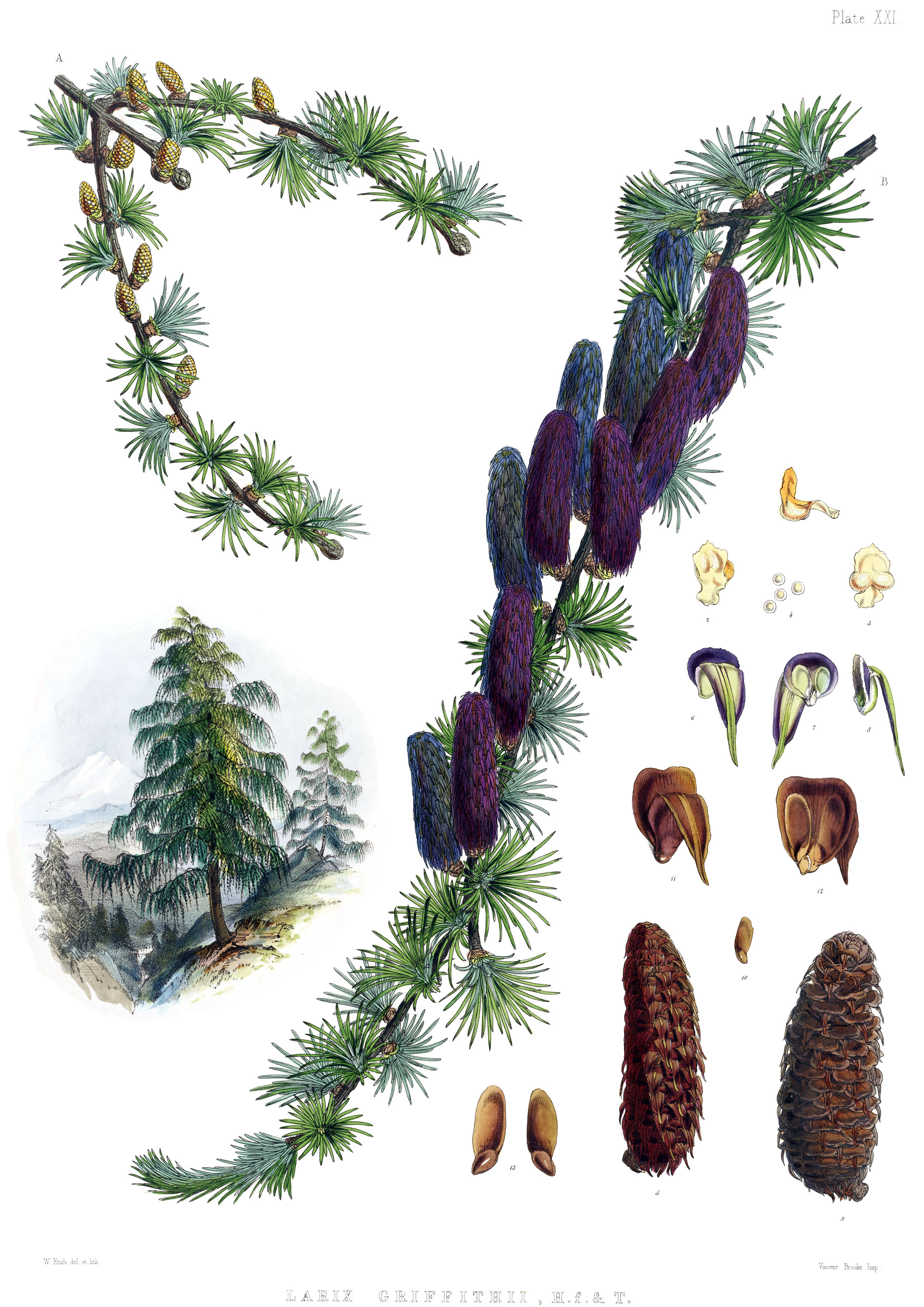
Ботаническая иллюстрация

Дерево высотой до 20 м, с широко распростёртыми в стороны ветвями. Кора коричневая и толстая. Молодые побеги красноватые, густо-опушённые, обычно свисающие.
Хвоя длиной 20—35 мм, светло-зелёная, жёсткая, туповатая, сверху плоская, снизу сильно килеватая.
Шишки цилиндрические, длиной до 10 см, диаметром 3 см, до созревания сизовато-зелёные или пурпурные, зрелые — оранжево-коричневые. Семенные чешуи сверху слегка выемчатые, снаружи пушистые; кроющие чешуи широкие, к вершине постепенно заострённые, сильно выступающие и назад отогнутые. Семена длиной около 4 мм, с крылом длиной около 10 мм.

## Классификация

### Таксономия
Вид Лиственница Гриффита входит в род Лиственница (Larix) семейства Сосновые (Pinaceae) порядка Сосновые (Pinales).
|  |               |  |                          |                          |                    |  | ещё 6 семейств | ещё 6 семейств |                          |  |  |  | ещё 11 видов |
|  |               |  |                          |                          |                    |  | ещё 6 семейств | ещё 6 семейств |                          |  |  |  | ещё 11 видов |
|  |               |  |                          | порядок Сосновые         |                    |  |                |                | род Лиственница          |  |  |  |              |
|  |               |  |                          | порядок Сосновые         |                    |  |                |                | род Лиственница          |  |  |  |              |
|  | отдел Хвойные |  |                          |                          | семейство Сосновые |  |                |                | вид Лиственница Гриффита |  |  |  |              |
|  | отдел Хвойные |  |                          |                          | семейство Сосновые |  |                |                |                          |  |  |  |              |
|  |               |  | ещё три вымерших порядка | ещё три вымерших порядка |                    |  |                | ещё 10 родов   | ещё 10 родов             |  |  |  |              |
|  |               |  |                          | ещё три вымерших порядка |                    |  |                |                | ещё 10 родов             |  |  |  |              |

### Разновидности
В рамках вида выделяют несколько разновидностей:
- Larix griffithii var. griffithii — произрастает в Бутане, Непале, Индии (штаты Аруначал-Прадеш, Сикким) и Тибетском автономном районе Китая.

[syn.  Abies griffithiana Lindl. & Gordon, nom. nud.]
[syn.  Larix griffithiana (Lindl. & Gordon) Carrière, nom. illeg.]
- Larix griffithii var. speciosa (W.C.Cheng & Y.W.Law) Farjon — произрастает в китайской провинции Юньнань, Тибетском автономном районе и, возможно, на крайнем северо-востоке Мьянмы.

[syn.  Larix speciosa W.C.Cheng & Y.W.Law basionym]